# Mladinska komisija PZS
Mladinska komisija (MK PZS) je prostovoljna nacionalna mladinska organizacija, ki povezuje mladinske odseke planinskih društev, ki so člani Planinske zveze Slovenije in deluje v javnem interesu v mladinskem sektorju. Skrbi za najmlajšo planinsko populacijo in mladino vse do 29. leta starosti. Mladinska komisija skrbi tudi za Planinsko učno središče Bavšica.
Njene aktivnosti se kažejo na področij, kot so: planinski tabori, orientacija, izobraževanja za mlade in delo z mladimi, najrazličnejše družabnosti, itd. 
Mladinska komisija sodeluje na različnih projektih za mlade v Sloveniji in v tujini, sodeluje pa tudi s prostovoljnimi mladinskimi organizacijami v Sloveniji.  

## Zgodovina
Z izobraževanjem mladih planincev so se ukvarjali že Skalaši (Turistovski klub Skala je bil ustanovljen leta 1921). Po drugi svetovni vojni je planinska organizacija spoznala, kako pomembno je vključevanje mladih v svoje vrste. V planinskih društvih so izkoristili znanje in izkušnje učiteljev, članov društev. Leta 1956 je Planinska zveza Slovenije ustanovila Mladinsko komisijo in ji naložila skrb za vzgojo in izobraževanje mladih. Z raznimi akcijami za popularizacijo in kakovost planinstva, je skupaj z mladinskimi odseki v planinskih društvih, spodbujala mladinsko organiziranost in delo ter usposabljala strokovne kadre za delo z mladimi. 

## Organizacija
Organizacija Komisije je zelo široka. Najvišji organ je Zbor mladinskih odsekov, ki se zbere enkrat letno. Izvršilni organ je Upravni odbor Komisije. Ima predsednika ter devet voljenih članov, člani pa so tudi vodje Pokrajinskih odborov mladinskih odsekov (PO MO). 
Komisija s pomočjo programskega sveta upravlja tudi s Planinskim učnim središčem Bavšica. 
V Planinskem društvu pa je organiziranost naslednja:
- Planinska skupina je osnovna oblika in šteje najmanj 5 članov, ki jo vodi mentor, vodnik PZS ali mladinski voditelj.
- Mladinski odsek ustanovi več planinskih skupin. Poleg tega morajo biti v planinskem društvu vsaj trije planinsko izobraženi člani: mentor planinske skupine, vodnik PZS, inštruktor planinske vzgoje. Imeti pa mora tudi namenska sredstva za delo.
- Odbori mladinskih odsekov v Meddruštvenih odborih planinskih društev.
- Izvršni odbor MK PZS in strokovni odbori MK PZS.
- Zbor mladinskih odsekov

Pokrajinski odbor mladinskih odsekov se ustanovi na območju Meddruštvenega odbora PZS in usklajuje delo Mladinskih odsekov po planinskih društvih.

## Naloge
Naloge Komisije so: organizacija planinskih taborov, orientacija, izobraževanja za mlade in delo z mladimi, najrazličnejše družabnosti, itd. in promovira gibanje v naravi, zdrav način življenja, odgovoren odnos do narave in človeške vrednote med mladimi. 
Strokovne naloge opravljajo v naslednjih organizacijskih oblikah:
Odbor za delo z mladimi je strokovni odbor, ki pokriva predvsem delo z mladimi in skrbi za kontinuiran strokovni razvoj organizacije. Njegove naloge so:
- skrbi za izvajanje programa, usposabljanj in izpopolnjevanj mentorjev planinske vzgoje;
- skrbi za spremljanje in razvoj programov Ciciban planinec, Mladi planinec in planinske šole;
- skrbi za pripravo in izvedbo tekmovanj Mladina in gore;
- skrbi za založniško dejavnost;
- izvaja drugo strokovno delo

Odbor za orientacijo pripravlja predloge pravil, skrbi za planinska orientacijska tekmovanja in orientacijska izobraževanja.
Odbor za mednarodno sodelovanje skrbi za mednarodno dejavnost.
Vodniški servis Izidor je neprofitna organizacija, ki načrtuje, organizira in izvaja vzgojno izobraževalne akcije.

### Ciciban planinec
Leta 1975 je Mladinska komisija uvedla akcijo Ciciban planinec. Namen je najmlajše seznaniti s hojo, okolico domačega kraja in najbližjimi hribi ter jih ob tem naučiti tovarištva, poštenosti, plemenitosti, delavnosti, vztrajnosti in vedoželjnosti. Akcija je namenjena predšolskim otrokom in šolarjem do vključno drugega razreda osnovne šole. O svojih aktivnostih udeleženci vodijo Cici dnevnik.

### Mladi planinec
Leta 1969 je Mladinska komisija uvedla akcijo Mladi planinec. Usmerjala naj bi mlade k zdravemu življenju v naravi in jih uvedla v planinske dejavnosti ter seznanila z varnostjo v gorah. Program je namenjen osnovnošolcem. Udeleženec akcije mora najprej izpolniti naloge iz dnevnika Mladi planinec 1, nato pa še dnevnik Mladi planinec 2. Cilj je vzgojiti mladino za samostojno in varno gibanje v slovenskih gorah. 

### Planinska šola
Planinska šola je knjiga oziroma učbenik ali priročnik ali vse to. 
Prvi priročnik je izšel že leta 1921 z naslovom Na planine! Pavla Kunaverja. Pod imenom Planinska šola je prvič izšel leta 1961, nato pa je bil ponatisnjen in dopolnjen leta 1970, 1977, 1983. Leta 1991 je knjiga doživela povsem novo vsebino in tako postala metodološko in didaktično ustreznejša. Učbenik je leta 2011 doživel drugo izdajo in velja za temeljno strokovno literaturo o gorništvu.

### Planinski tabori
Prvi planinski tabor je bil organiziran na Vogrskem leta 1925. Po ustanovitvi Mladinske komisije je planinski tabor med najbolj priljubljenimi akcijami mladih. Gre za večdnevna bivanja v gorskem svetu ali večdnevni pohodni tabori, zimovanja ali planinske šole. Odvijajo se v različnih krajih Slovenije in na ta način mladina spozna različne kraje in navade lokalnih prebivalcev.

### Mladina in gore
Mladina in gore je ekipno šolsko športno tekmovanje, namenjeno osnovnošolcem zadnje triade. Tekmujejo v znanju, veščinah in izkušnjah z vseh področij in oblik planinskega delovanja. Prvo tekmovanje je bilo organizirano že leta 1988. Ker je udeležba vse večja, se od leta 2000 organizira dvostopenjsko: najprej regijsko in potem na nivoju države. Tekmovalci odgovarjajo na vprašanja v pisnih testih. V finalni del, ki poteka v obliki kviza pred občinstvom pa se uvrstijo najmanj štiri in največ osem ekip.

### Planinska orientacija
Planinska orientacija je od leta 1959 vključena v program planinske šole. Posameznik naj bi pridobil znanje, s katerim lahko samostojno obvladuje gibanje v gorskem svetu. Mladinska komisija organizira tudi orientacijska tekmovanja. Tekmovalci so razdeljeni v šest težavnostnih kategorij. Najboljše ekipe iz  področnih tekmovanj se uvrstijo na Slovensko planinsko orientacijsko tekmovanje.
Komisija organizira tudi alternativno tekmovanje za popularizacijo planinske orientacije pod imenom Eksponent - eksperiment planinske orientacije.
Osnovno znanje o planinski orientaciji je mogoče pridobiti v učbeniku Planinska orientacijska tekmovanja.

## Usposabljanje
Od jeseni leta 2006 dalje, Mladinska komisija organizira izobraževanje za Mladinske voditelje. Mladinski voditelj je oseba, ki s svojim delom omogoča mladim, da se ukvarjajo z dejavnostmi, ki jih zanimajo ali jim koristijo, ter s tem razvija tudi svoje zmožnosti. Za pridobitev naziva se morajo tečajniki vključiti v matični mladinski odsek in tam izdelati seminarsko nalogo ter obiskati tečaj, ki poteka v Planinskem učnem središču Bavšica. Mladinski voditelj je lahko vsak, ki je star med 16. in 19. let. Tečajniki lahko opravljajo sprejemni izpit za vodnika PZS, katerega veljavnost je tri leta.
Mentor planinske skupine je naziv strokovno usposobljenega pedagoškega delavaca s področja planinstva. Kandidati, ki morajo biti aktivni člani v planinskem društvu, morajo opraviti izobraževanje, izpit in seminarsko nalogo. Po klasifikaciji Strokovnega sveta Vlade Republike Slovenije za šport se pridobi naziv strokovni delavec 1. Licenco je treba podaljševati vsako leto. Mentor lahko samostojno izvaja različne oblike planinske dejavnosti (sprehodi, izleti, pohodi, tabori,…) na območjih, ki jih dobro pozna.
Ostala usposabljanja so še:
- Mala šola planinstva v zimskih razmerah; nauči se osnovnih tehnik in zakonitosti planinstva v zimskem času in je namenjeno srednješolcem in študentom.
- Šola za načelnike je namenjena mladim med 18. in 23. letom, ki imajo interes za organizacijsko delo.
- Posvet za vodje planinskih taborov.
- Seminar družabnosti vsebuje učenje vodenja družabnih aktivnosti s katerimi lahko popestrimo planinske izlete.
- Turno-kolesarski tabor je program namenjen starejšim in otrokom v spremstvu staršev.
- Seminar orientacije je namenjen vsem, ki želijo poučevati orientacijo v planinskem društvu, organizirati planinska orientacijska tekmovanja ali tekmovati na njih.
- Seminar za traserje in organizatorje POT je namenjen vsem, ki bi želeli pridobiti znanje s področja organiziranja in trasiranja planinskih orientacijskih tekmovanj.

## Mednarodna dejavnost
Mladinska komisija je stalna članica Youth Commission UIAA (Mladinska komisija Mednarodne zveze alpinističnih in planinskih združenj) od leta 1971. Namen in poslanstvo YC UIAA je podpirati plezanje in pohodništvo mladih, poudarjati pustolovsko in rekreacijsko naravo udejstvovanja, vzgoja in izobraževanje v športu za mlade, varovanje narave, mednarodna izmenjava in usklajevanje, skrbeti za strokovne kadre in znanje in podobno. Mladinska komisija PZS se vključuje z izmenjavo izkušenj z akcijo Ciciban in Mladi planinec, udeležuje pa se tudi vseh drugih akcij, ki jih organizira YC. Tudi Mladinska komisija organizira mednarodne tabore, turne smuke in gorniške tečaje za mlade iz vsega sveta.

## Priznanja
Mladinska komisija podeljuje priznanja Mladina in gore za dosežke na področju dela z mladimi. Priznanja so: zahvala, zaslužni znak, srebrni in zlati častni znak.
Najvišje je Priznanje Mladina in gore in se podeli za dosežke na področju vzgoje in izobraževanja planinske mladine. To so: priznanje za izjemne dosežke, priznanje za življenjsko delo in priznanje organizacijam in ustanovam izven PZS.

## Seznam članov Mladinske komisije
- PO MO Savinjske: Boč Kostrivnica, Celje – matica, Dobrovlje Braslovče, Gornji Grad, Grmada Celje, Ljubno ob Savinji, Luče, Mozirje, Nazarje, Polzela,
- Prebold, Rečica ob Savinji, Slivnica pri Celju, Sloga Rogatec, Šoštanj, Velenje, Vinska Gora, Vitanje, Vojnik, Vransko, Zabukovica, Žalec, Železar Štore.
- PO MO Primorske: Piran, Podnanos, Postojna, Sežana, Snežnik Ilirska Bistrica, Vipava, Obalno planinsko društvo Koper, Slovensko planinsko društvo Trst.
- PO MO Gorenjske: Bled, Bohinjska Bistrica, Dovje-Mojstrana, Gorje, Gozd Martuljk, Javornik Koroška Bela, Jesenice, Jezersko, Kranj, Kranjska Gora, Križe, * Radovljica, Škofja Loka, Tržič, Slovensko planinsko društvo Celovec.
- PO MO Dolenjske in Bele Krajine: Črnomelj, Krka Novo mesto, Metlika, Trebnje (pridruženi član).
- PO MO Notranjske: Blagajana Polhov Gradec, Borovnica, Logatec, Panorama Dobrova, Podpeč – Preserje, Rovte, Šentjošt, Vrhnika.
- PO MO Zasavja: Bohor Senovo, Brežice, Hrastnik, Kum Trbovlje, Laško, Lisca Sevnica, Litija, Radeče, Rimske Toplice, Trbovlje, Videm Krško in Zagorje ob Savi.
- PO MO Ljubljana: Črnuče, Delo, Drago Bregar Ljubljana, Hudournik (pridruženi član), Integral, Kočevje, Ljubljana – matica, Loški potok, Medvode, Pošte in telekoma Ljubljana, Rašica, Ribnica na Dolenjskem, RTV Ljubljana, Šmarna gora, Špik Ljubljana Moste-polje, Velike Lašče, Viharnik, Železničar Ljubljana.
- PO MO Koroške: Bricnik Muta, Črna na Koroškem, Dravograd, Mežica, Mislinja, Ožbalt Kapla, Prevalje, Radlje ob Dravi, Ravne na Koroškem, Vuzenica.
- PO MO Pomurja in Podravja: Akademsko planinsko društvo Kozjak Maribor, Donačka gora Stoperce, Drava Maribor, Fram, Jakoba Aljaža, Lovrenc na Pohorju, Majšperk, Maks Meško Ormož, Maribor matica, Oplotnica, Poljčane, Ptuj, Ruše, Slovenska Bistrica, Tam Maribor, Tisa Maribor, Gornja Radgona, Hakl sv. Trojica, Matica Murska Sobota, Železničar Maribor.
- PO MO Posočja: Ajdovščina, Bovec, Cerkno, Idrija, Kobarid, Križna gora, Nova Gorica, Podbrdo, Tolmin, Valentin Stanič Kanal.
- PO MO Kamniško-Bistriškega območja: Domžale, Janez Trdina Mengeš, Kamnik, Komenda, Moravče, Onger Trzin.